# Широковский мост
Мост Широкой улицы — автомобильный мост в Москве через реку Яузу. Находится в Северном Медведкове.
Мост был построен в 1986 (по другим данным в 1987) году по проекту инженера М. Б. Генина и архитектора В. Е. Корси в связи с развитием района.
Движение по мосту двустороннее, по две полосы в каждую сторону. Выше по течению Яузу пересекает МКАД. Ниже по течению проложен Осташковский мост. В непосредственной близости от моста в Яузу впадает Ичка. По мосту проходят автобусы № 50 и 774.
По мосту проходит трасса Широкой улицы. В 300 м восточнее моста Широкая улица переходит в улицу Малыгина, которая заканчивается у платформы Лось.